# Pincerna
Pincerna (en griego: πιγκέρνης), también llamado epincerna (en griego: ἐπιγκέρνης), fue una posición bizantina de alto rango. El término, deriva del verbo griego ἐπικεράννυμι («para mixturar [vino]») y significa copero del emperador bizantino. La posición es registrada en el Cletorologio de Filoteo de 899, cuando un pincerna del emperador bizantino (en griego: πιγκέρνης τοῦ δεσπότου) y de la Augusta (en griego: πιγκέρνης τῆς Αὐγούστης) son listados entre los  eunucos del personal de palacio. La posición era también imitada en el personal del patriarca de Constantinopla y en la casa de los grandes magnates. En fuentes literarias los términos oinócuo (oinochoos; «vertedor de vino») y cilicíforo (kylikiphoros; «portador de la cílica») son frecuentemente utilizados. En el periodo Comneno, el puesto dejó de limitarse a los eunucos y, gradualmente se convirtió en un título de distinción, incluso era concedido a los parientes del emperador bizantino. Varios generales del periodo Paleólogo, como Miguel Ducas Glabas Tarcaniota, Alejo Filantropeno y Sirgiano Paleólogo, recibieron el título.